# Кіреєвка
Кіре́євка (рос. Киреевка) — присілок у складі Сафакулевського округу Курганської області, Росія.
Населення — 21 особа (2010, 71 у 2002).
Національний склад станом на 2002 рік:
- росіяни — 86 %